# Marcos Calderón
Marcos Calderón Medrano (ur. 11 lipca 1928 w Limie  – zm. 8 grudnia 1987 w Limie) – piłkarz peruwiański grający podczas kariery na pozycji pomocnika. Po zakończeniu kariery piłkarskiej pracował jako trener.

## Kariera klubowa
Marcos Calderón karierę piłkarską rozpoczął w klubie Carlos Concha Callao w drugiej połowie lat 40. Drugim i ostatnim klubem w jego karierze był Sport Boys Callao, z którym w 1951 zdobył mistrzostwo Peru. Piłkarską karierę zakończył w 1956.

## Kariera trenerska
Marcos Calderón po zakończeniu kariery piłkarskiej został trenerem. Pracę trenerską rozpoczął u boku Alfonso Huapayi w 1956 w Sport Boys. W 1958 został pierwszym trenerem Sport Boys i pełnił tę funkcję przez 4 kolejne lata. Już w pierwszym roku samodzielnej pracy odniósł pierwszy sukces zdobywając mistrzostwo Peru.
W 1963 był trenerem Defensora Lima, by po roku przenieść się do lokalnego rywala - Universitario. W ciągu 4 lat pracy w Universitario trzykrotnie zdobył z nim mistrzostwo Peru w 1964, 1966 i 1967. W latach 1965–1967 pełnił funkcję selekcjonera reprezentacji Peru. W latach 1972–1974 prowadził stołeczny Sporting Cristal, z którym zdobył mistrzostwo w 1972. Kolejny tytuł zdobył w 1975, kiedy to prowadził Alianzę Lima. W latach 1975–1979 Calderón po raz drugi prowadził reprezentację Peru. W 1975 doprowadził Peruwiańczyków do drugiego w historii wygrania Copa América. W 1977 awansował z Peru do Mistrzostw Świata. Na turnieju w Argentynie Peru wygrało pierwszą fazę grupową wygrywając ze Szkocją i Iranem oraz remisując z Holandią. W drugiej fazie grupowej Peru przegrało wszystkie mecze z Brazylią, Polską i Argentyną odpadając tym samym z turnieju.
W 1979 powrócił do pracy w Sportingu Cristal i dwukrotnie zdobył z nim mistrzostwo w 1979 i 1980. W latach 1983–1984 Calderón pracował za granicą w Wenezueli w Deportivo Táchira, Ekwadorze w Barcelonie i Meksyku w Tigres UANL. W 1984 powrócił do Sport Boys, z którym zdobył kolejny tytuł mistrzowski. W 1985 powrócił do Universitario, z którym zdobył dziesiąty w swojej karierze tytuł mistrza Peru. Karierę trenerską Calderóna przerwała śmierć w katastrofie lotniczej 8 grudnia 1987 w Limie, kiedy to zginęła cała drużyna Alianzy Lima.